# Проценко Ніна Василівна
Ніна Василівна Проценко (9 червня 1958, Київ — 11 жовтня 2007, Київ) — українська музикантка, майстриня гри на домрі, композиторка, педагог. Заслужена артистка України (2001), лауреатка міжнародних та національних музичних конкурсів.
Майже 30 років — артистка Національної філармонії України (1980—2007). Протягом 20 років — педагог Національної музичної академії України імені Петра Чайковського (1987—2007). Артистка ансамблю народних інструментів «Рідні заспіви» (1978—2007), протягом 11 років — його керівниця. Учасниця понад 4000 концертів.

## Життєпис
Народилася 9 червня 1958-го року у Києві.
Навчалася у Київській дитячій музичній школі № 12, в якій викладала по класу домри з 1976-го по 1980-й роки. У 1977-му році закінчила Київське музичне училище, через рік приєдналася до складу ансамблю народних інструментів «Рідні заспіви» (засновник та перший керівник — заслужений артист України Юрій Алексик).
З 1980-го року — артистка Національної філармонії України. У 1980-ті—1990-ті роки активно гастролювала за кордоном, була нагороджена на міжнародних та національних конкурсах, зокрема, в Іллінойсі, Сопоті, Одесі. У 1982-му році закінчила Київську консерваторію, клас професора Миколи Білоконєва. Пройшла курси диригування під керівництвом професора Алліна Власенка.
У 1987-му році пройшла асистентуру-стажування у Київській консерваторії, після чого увійшла до її викладацького складу по класу домри, ансамблю та інструментовки. Серед учнів Ніни Проценко — заслужені артисти України, лауреати конкурсів, зокрема, Віталій Видмідський.

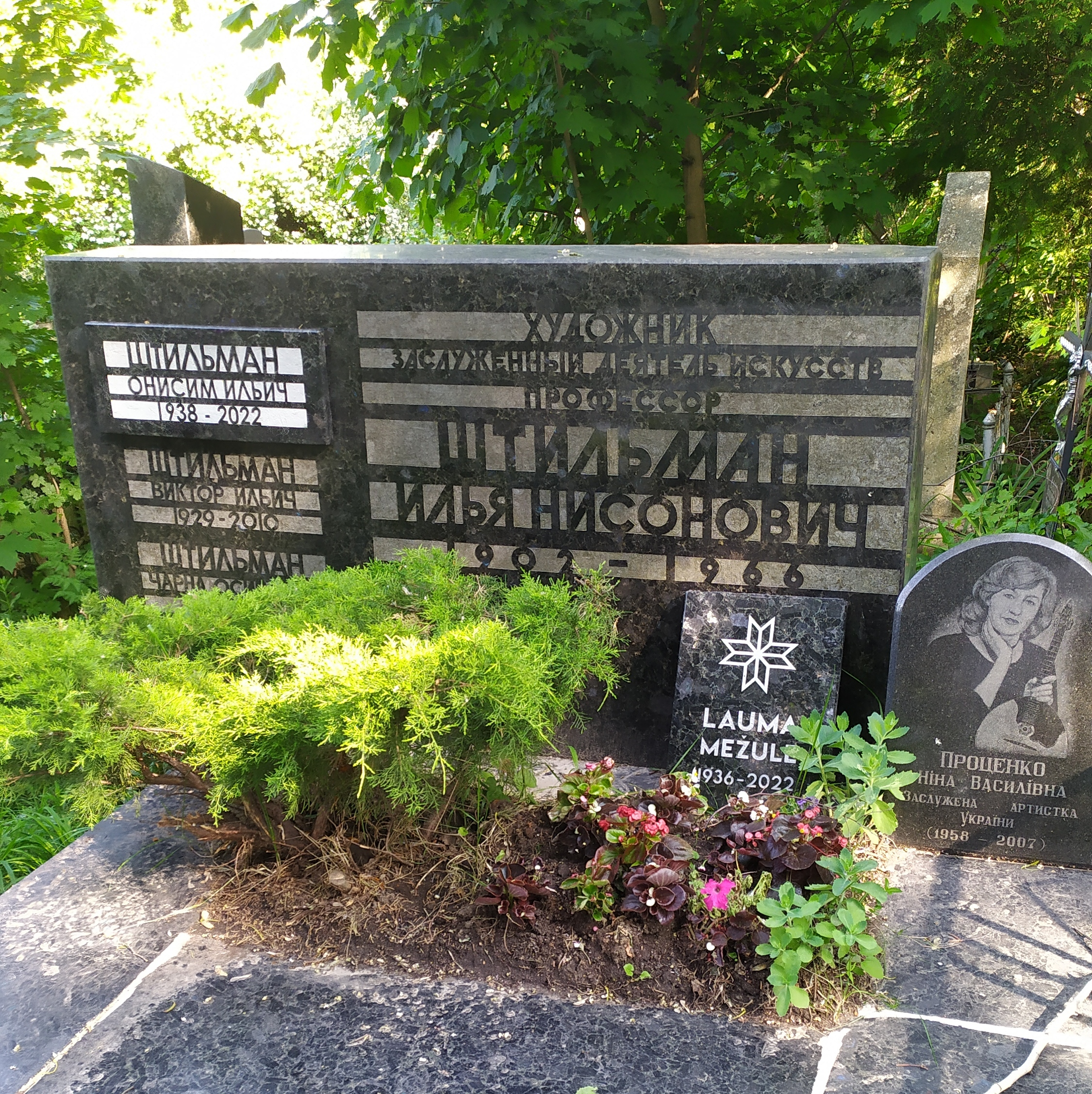
Могила Ніни Проценко та родини її чоловіка, Байкове кладовище

У 1996-му році очолила ансамбль «Рідні наспіви». У концертах ансамблю виконувала партію фортепіано. За керівництва Ніни Проценко колектив був нагороджений Гран-прі Міжнародного конкурсу «Світ музики» в італійському муніципалітеті Фівіццано (2001), після чого артисти отримали почесні звання від керівництва України, зокрема, Ніна Проценко стала заслуженою артисткою України.
Вела плідну композиторську діяльність, створила, зокрема, близько 200 аранжувань для «Рідних наспівів», писала вірші. Зробила понад 20 сольних записів у фонди радіо, у складі «Рідних наспівів» записала близько 10 CD-дисків та аудіокасет. За своє життя взяла участь у понад 4000 концертів.
В останні роки життя тяжко хворіла. В останній раз вийшла на сцену за два дні до смерті, 9 жовтня 2007-го року, із концертом пам'яті Марини Цвєтаєвої. Померла у 49-річному віці 11 жовтня 2007-го року. Похована разом із родиною чоловіка на Байковому кладовищі.

### Родина
Чоловік — художник Едуард Межул (нар. 1960). Донька — дизайнерка та художниця Аліна Межул (нар. 1992). Свекор — науковець-фізик, кандидат технічних наук Віктор Штільман (1929—2010).

## Творчий доробок (частковий)
- 1980 — «Легенда» до драми-феєрії «Лісова пісня» для камерного ансамблю народних інструментів
- 1981 — 4 романси для голосу з фортепіано (вірші Сергія Єсеніна)
- 1982 — цикл «Пори року» для голосу, 2-х фортепіано та камерного ансамблю народних інструментів (вірші Сергія Єсеніна, у 4-х частинах)
- 1989 — «Козачок» Михайла Степаненка (перекладення)
- 1990 — «Народний танець» Мирослава Скорика (перекладення)
- 2002 — «Ноктюрн» для ансамблю та 6-ти романсів для голосу, фортепіано та ансамблю народних інструментів до музично-літературної композиції «Птах Фенікс» (вірші Марини Цвєтаєвої)
- «Селянська полька» Йоганна Штрауса (перекладення)

## Нагороди
- 1978 — II премія Всеукраїнського конкурсу артистів естради (Запоріжжя)
- 1979 — II премія Всесоюзного конкурсу артистів естради (Ленінград)
- 1980 — почесна грамота Президії Верховної Ради Таджикистану
- 1981 — I премія Всеукраїнського конкурсу виконавців на народних інструментах (Одеса)
- 1989 — II премія Міжнародного музичного конкурсу (Сопот)
- 1989 — почесна грамота Президії Верховної Ради Казахстану
- 1989 — грамота та почесний знак Міністерства культури СРСР
- 1990 — II премія Міжнародного музичного конкурсу (Іллінойс)
- 1994 — диплом Міжнародного конкурсу виконавців «Кубок Півночі» (Череповець)
- 2000 — подяка голови Київської міської державної адміністрації
- 2001 — Гран-прі Міжнародного музичного конкурсу «Світ музики» (Фівіццано)
- 2001 — заслужена артистка України
- 2002 — почесна подяка Кабінету Міністрів України
- 2003 — почесна подяка Кабінету Міністрів України